# Memecylon manickamii
Memecylon manickamii är en tvåhjärtbladig växtart som beskrevs av Murugan, Sundaresan och Jothi. Memecylon manickamii ingår i släktet Memecylon och familjen Melastomataceae. Inga underarter finns listade i Catalogue of Life.